# Comuna Pleskacivka, Smila
Pleskacivka (în ucraineană Плескачівка) este o comună în raionul Smila, regiunea Cerkasî, Ucraina, formată din satele Pleskacivka (reședința) și Șevcenka.

## Demografie
Componența lingvistică a comunei Pleskacivka
     Ucraineană (97,28%)
     Rusă (2,54%)
     Alte limbi (0,09%)
Conform recensământului din 2001, majoritatea populației comunei Pleskacivka era vorbitoare de ucraineană (97,28%), existând în minoritate și vorbitori de rusă (2,54%).